# 米科拉伊夫卡 (羅姆內區)
50°48′19″N 33°25′33″E / 50.80528°N 33.42583°E
米科拉伊夫卡（烏克蘭語：Миколаївка），是烏克蘭的村落，位於該國東北部蘇梅州，由羅姆內區的羅姆內市鎮負責管轄，處於羅緬河左岸，分別距離卡利尼夫卡0.5公里和羅姆內2.5公里，海拔高度117米，2001年人口604。